# Late Periode
De Late Periode is de periode 712 - 332 v. Chr in het oude Egypte.
Nadat Egypte zwak was geworden en Koesj meer en meer zelfbestuur kreeg, ging het eigen dynastieën vormen en nam Kasjta uit Koesj controle van de Neder-Nubië. Hij werd opgevolgd door Piye en het is Piye die besloot noordwaarts op te rukken in een poging zijn tegenstander te verslaan die in de Nijldelta regeerde. Hij slaagde erin om Memphis te bereiken. Zijn tegenstander Tefnachte gaf zich uiteindelijk over, maar kon zijn macht in Neder-Egypte behouden. Onder Sjabaka werd het rijk helemaal veroverd. Deze vestigde zich in Thebe en zorgde ervoor dat de hogepriesters van Amon alleen maar religieuze macht hadden.
Memphis en het Deltagebied werden echter het doel van vele aanvallen van Assyriërs. Assurbanipal veroverde Egypte en de farao van 25e dynastie vluchtte naar Ethiopië. De macht van de Assyriërs was echter niet sterk en Psammetichus slaagde erin om Midden-Egypte en Neder-Egypte onder zijn regering te herenigen, wat de 26e dynastie van Egypte en het begin van de Late Periode deed ontstaan. Uiteindelijk breidde hij zijn controle over heel Egypte uit in 656 v.Chr. Na enige tijd voelde hij zich sterk genoeg om alle banden met Assyrië op te heffen en de Assyrische invloed verdween.
De periode van Saïs, een andere naam voor de 26e dynastie van Egypte, was een eeuw van herleving van Egypte. Tijdens de regeerperiode van Apriës werd een leger gestuurd om de Libiërs te helpen om de Griekse kolonie van Cyrene te elimineren. De rampzalige nederlaag van dit leger bewerkstelligde een burgeroorlog die resulteerde in de vervanging van Apriës door Amasis. Volgens recente Griekse verslagen was Amasis meestal betrokken bij Egyptische binnenlandse zaken en de bevordering van goede relaties met zijn buren. Hij stierf in 526 v.Chr. Het jaar daarna viel Egypte onder Perzische macht en de Perzische koning Cambyses II werd de eerste koning van de 27e dynastie van Egypte, die puur Perzisch was.
De Egyptenaren kwamen voortdurend in opstand en de 28e dynastie van Egypte was opnieuw een Egyptische dynastie. De Perzen kwamen echter met een enorm leger en heroverden het rijk, waardoor met de 31e dynastie van Egypte de Perzen opnieuw aan de macht kwamen.
In 332 v. Chr. viel Alexander de Grote Egypte binnen. De Egyptenaren verwelkomden Alexander als bevrijder, en gaven hem de titels Horus en Amon-Re, om aan te geven dat hij de nieuwe farao was.

## Tijdlijn
- Groen betekent inheemse dynastie; Rood betekent buitenlandse dynastie.